# Tempête tropicale Fabio (2006)
La tempête tropicale Fabio est la 7e de la saison cyclonique 2006 pour le bassin nord-est de l'océan Pacifique. Le nom Fabio avait déjà été utilisé en 1982, 1988, 1994 et 2000.